# Józef Pietrzkiewicz
Józef Pietrzkiewicz herbu Ostoja – cześnik wiłkomierski w 1764 roku.
W 1764 roku był elektorem Stanisława Augusta Poniatowskiego z powiatu wiłkomierskiego.